# Tapis-luge
Un tapis-luge (en anglais, un wacky carpet ou crazy carpet,,) est une feuille faite de matière plastique flexible utilisée de façon récréative pour un sport de glisse.

## Concept
Le tapis-luge est apparu aux environs de 1978 sous la marque déposée de Crazy Carpet (ou de Krazy Karpet Toboggan). Le produit consiste simplement en une feuille de plastique flexible (par exemple du vinyle) relativement mince avec deux trous obtenus par découpage qui servent de poignées. Les nouvelles générations intègrent de la mousse afin d'augmenter le confort du tapis-luge.